# Забрезье
Забрезье (бел. Забрэззе) — деревня в Воложинском районе Минской области Белоруссии, в составе Городьковского сельсовета. Население 258 человек (2009).

## География
Деревня находится на западной оконечности Минской области рядом с границей с Гродненской областью. Забрезье находится в 3 км к югу от центра сельсовета агрогородка Городьки и в 12 км к северо-западу от райцентра, города Воложин. С восточной стороны к Забрезью примыкает деревня Узболоть. По северным окраинам деревни протекает река Березина (приток Немана), по южным проходит шоссе М7 на участке Воложин — Крево. Ближайшая ж/д станция Воложин (линия Молодечно — Лида).

## История
Впервые поселение упоминается в XV веке под названием Забераж как родовое владение Заберезинских и Дорогостайских. В 1446 году здесь основан католический приход. В 1456 Заберезинские выстроили здесь костёл. Во второй половине XVI—XVII веках имение переходило из рук в руки, в конце XVI века поселение значится как Заберезье. На 1626 год здесь было 70 дворов, католическая и православные церкви, трактир. Во время русско-польской войны костёл был сожжён, восстановлен в 1695 году. Во второй половине XVIII века местечком владели Комары.
В результате второго раздела Речи Посполитой (1793 год) Забрезье оказалась в составе Российской империи, в Ошмянском уезде. В 1867 году построена православная Благовещенская церковь.
Согласно Рижскому мирному договору (1921) Забрезье оказалась в составе межвоенной Польской Республики, в Воложинском повете Виленского воеводства. В 1939 году Забрезье вошло в БССР, где 12 декабря 1940 года стало центром сельсовета (позже перешло в состав Городьковского сельсовета).
Во время Великой Отечественной войны здесь было создано одно из пяти гетто в Воложинском районе. Почти всё еврейское население деревни было уничтожено, всего в Забрезье погибли 136 евреев. Исторический католический храм был уничтожен.
В 1971 году здесь было 185 дворов и 581 житель, в 1993 году — 187 дворов и 443 жителя. В 1999 году был построен новый католический храм.

## Достопримечательности
- Хозяйственный двор (XIX век) Длинное время на месте двора были руины. После того, как хозяйственный двор бывшей усадьбы и конюшня стали собственностью колхоза "ОАО ЛОСК", были проведены работы па реставрации сооружений. В 2014 году в конюшне начали разводить лошадей. На сегодняшний день большая часть сооружений используется в качества зерносклада.
- Костёл Пресвятой Троицы  (2000) В 1997 году была начата перестройка здания бывшего магазина под костёл. В 1999 году костёл был перестроенный и в 2000 году был освящённый. На колокольни установленный один из уцелевших колоколов старого костёла.
- Церковь Благовещения Пресвятой Богородицы (1867) Памятник архитектуры синодального направления ретроспективно-русского стиля. Храм симметрично-осевой объёмно-пространственной композиции.
- Забрезский булыжник, за 2 км на юг от деревни — геологический памятник природы республиканского значения
- Забрезское кладбище (XIX век)

## Галерея

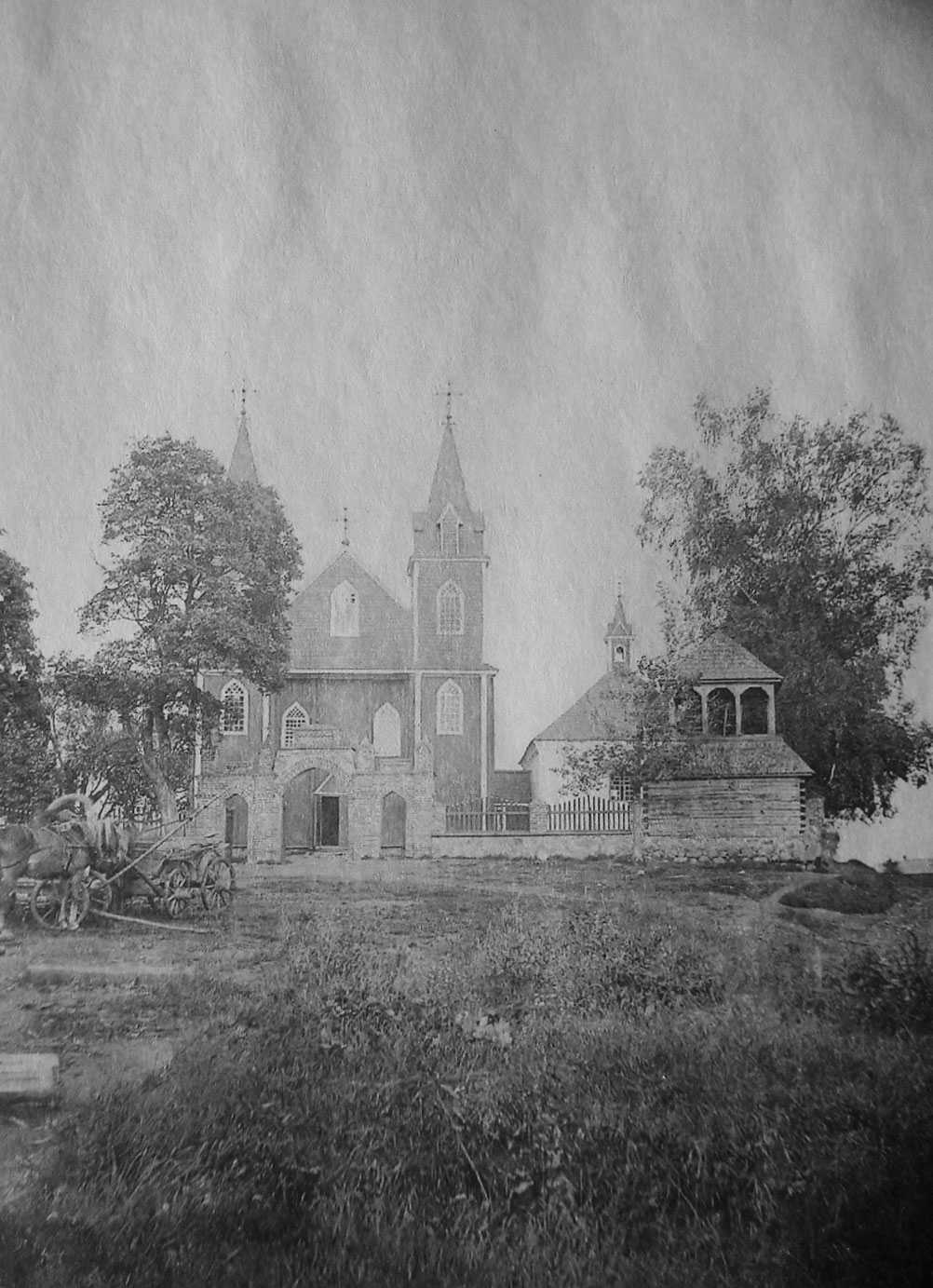
Католический храм на фото начала XX века. Не сохранился.
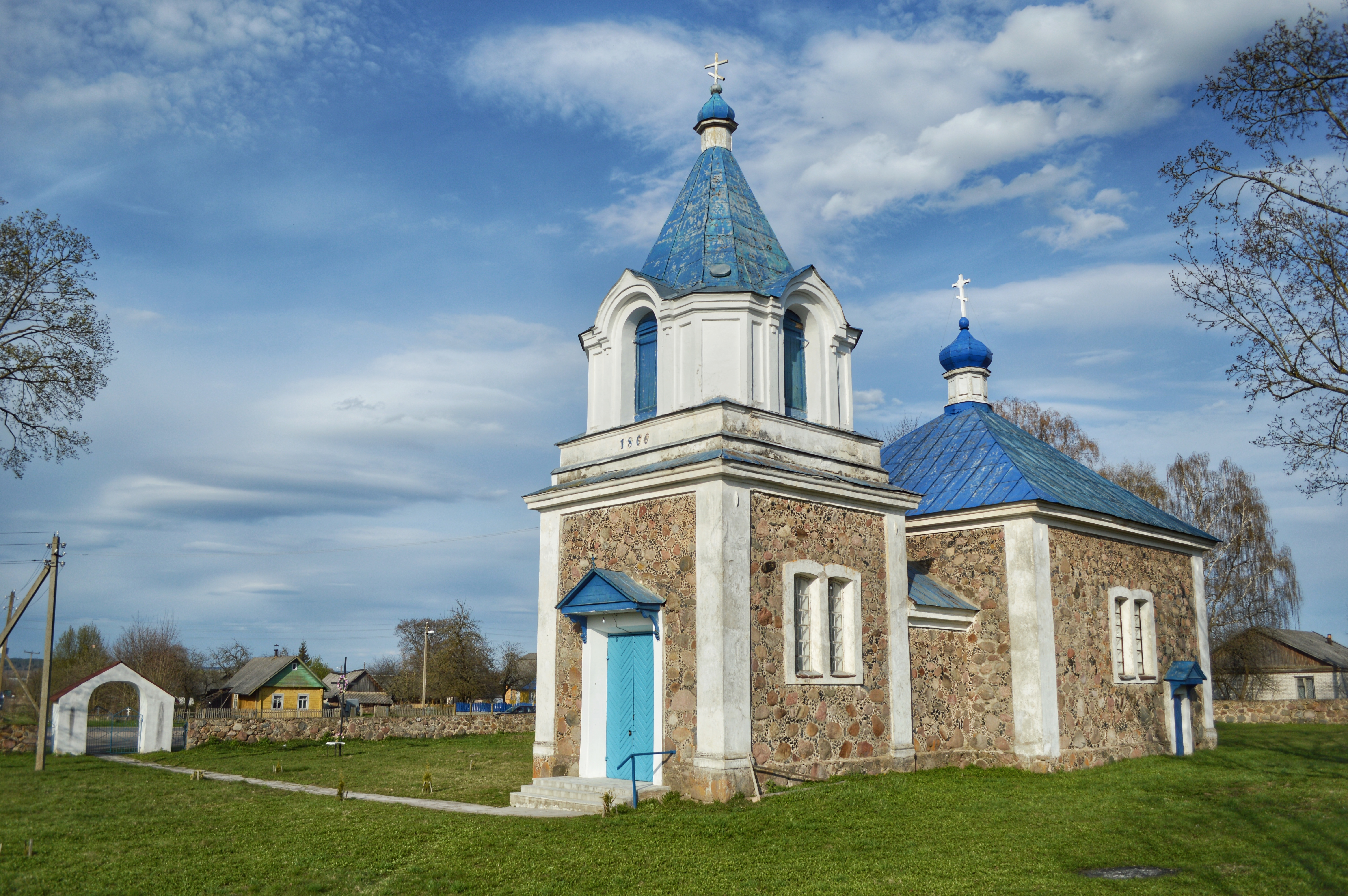
Церковь Благовещения Пресвятой Богородицы
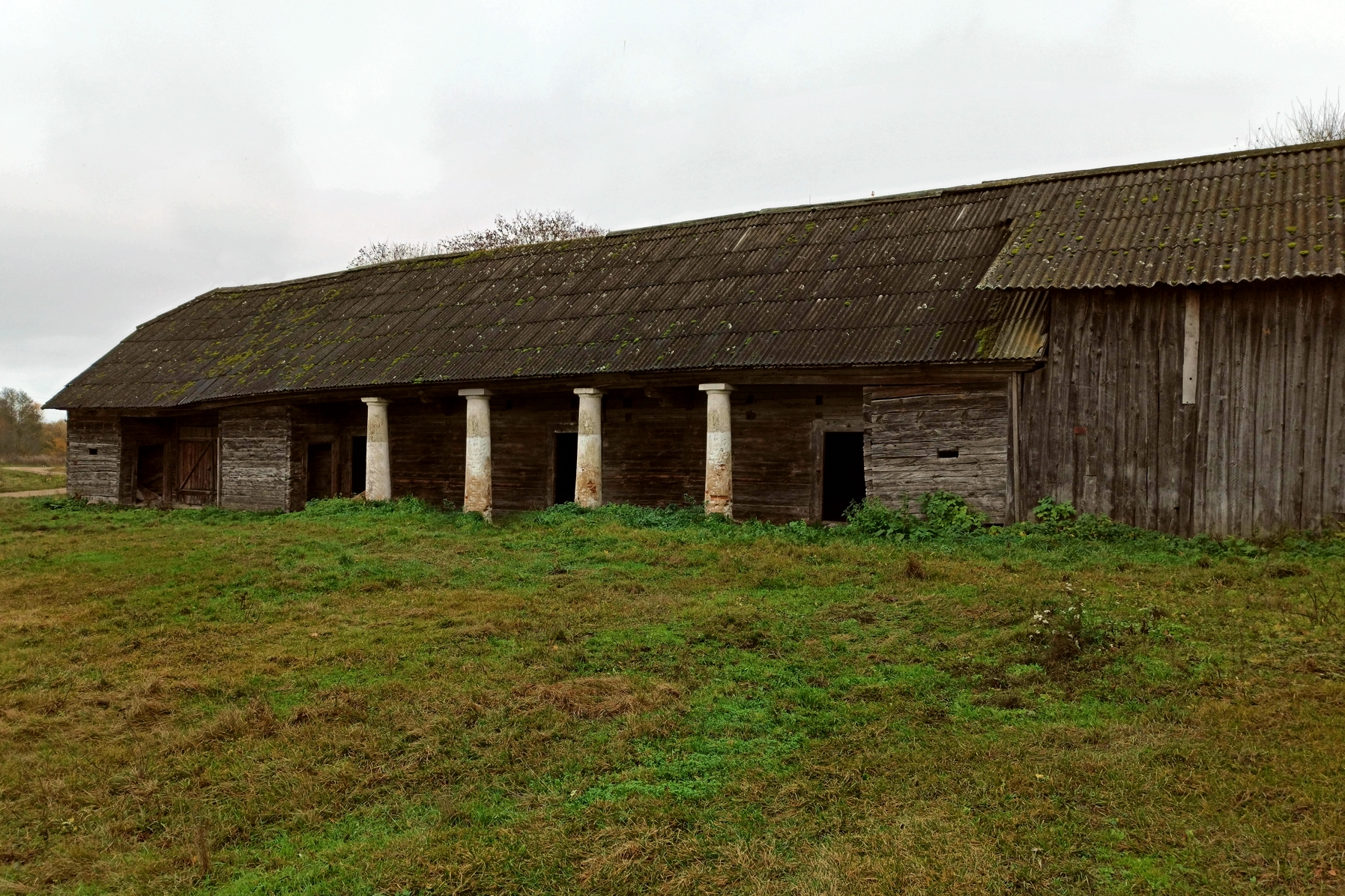
Конюшня на хозяйственном дворе